# Panna (Vorname)
Panna ist ein weiblicher Vorname.

## Herkunft und Bedeutung
Er ist die ungarische Verkleinerungsform von Anne. Weitere Varianten sind Anikó, Annuska, Panni.

## Bekannte Namensträgerinnen
- Panna Czinka (1711–1772), ungarische Violinistin
- Panna Udvardy (* 1998), ungarische Tennisspielerin